# Björnsjön (Jokkmokks socken, Lappland, 738110-172004)
Björnsjön är en sjö i Jokkmokks kommun i Lappland och ingår i Luleälvens huvudavrinningsområde.